# 艾羅·聶利馬勒卡
艾羅·亞歷山大·聶利馬勒卡（芬蘭語：Eero Aleksander Nelimarkka，1891年10月10日—1977年1月27日）為芬蘭知名畫家，他因獨樹一幟的博滕平原風景畫法（pohjalainen lakeusmaalaus）成了鄉村平原風景的最佳代言人，其人物肖像畫也十分有影響力。

## 家庭與家族歷史

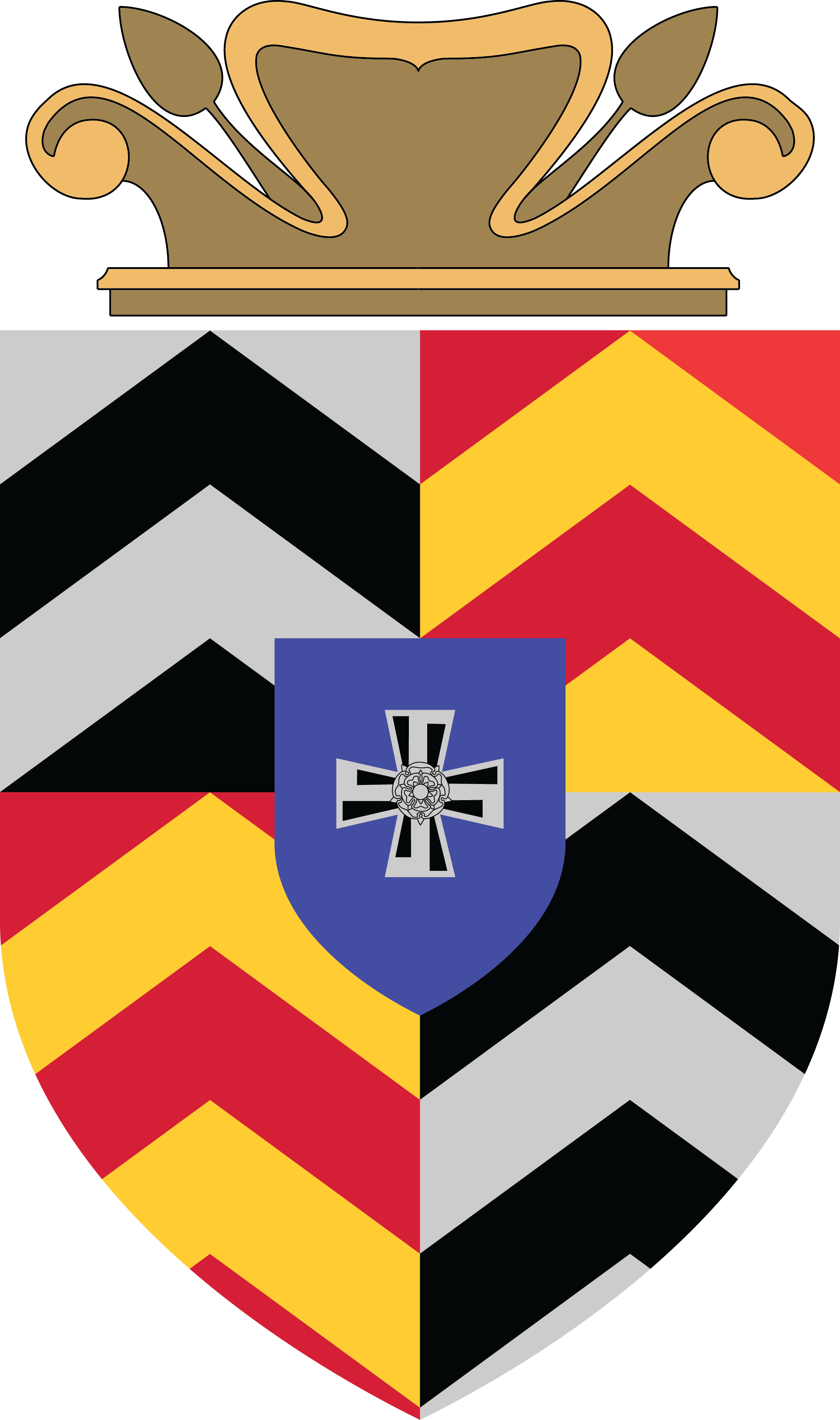
聶利馬勒卡设计的聶利馬勒卡家族的徽章

聶利馬勒卡出生在芬蘭瓦薩市一個工匠家庭裡，八個小孩中排行最小。他的父親埃爾基、母親瑪莉亞均來自南博滕河岸區的小城市阿拉耶爾維。父親埃爾基以裁縫師為業的同時也是位著名的傳道士。由于所經營的裁縫工作室後期因生意不佳而宣告破產，这使埃爾基長期受尽折磨而變得心神耗弱。就在艾羅·聶利馬勒卡出生時，父親終於被送往精神病院療養。失去經濟支柱的艾羅一家人生活更加困苦，全家人被安置在父親所在的那間精神療養院旁的一个救濟院中。
儘管聶利馬勒卡兒時的物質生活極度地貧瘠匱乏，他的童年生活仍充滿了許多明亮愉快的回憶。音樂是全家人共同的愛好；同时聶利馬勒卡亦承繼了父親強烈的宗教信仰，宗教成了他生命的支柱與原動力。小學畢業後，年僅十二歲的聶利馬勒卡決定去瓦薩城裡的一間糕點店當學徒。与此同时，他还開始了為期兩年的夜間工藝學校的学习。1907年他在糕点店完成了學徒生涯並拿到了糕點執照。1909年他在黑諾拉哥哥帕沃的餐廳工作時，認識了肖像畫家布魯諾·哈爾（Bruno Hahl），哈爾在看了聶利馬勒卡的畫之後便劝导這位年輕小夥子成為一名藝術家。因此，聶利馬勒卡決定搬至赫爾辛基，在那里由藝術協會成立的繪畫學校（現今芬蘭美術學院的前身）学習绘画，開啟了他全職藝術家之路。
1915年，二十四歲的聶利馬勒卡結識了來自海尔迈（Härmä）的年輕法學碩士韦伊諾·阿拉維塔拉，在韦伊諾的介紹下認識了他後來的妻子賽瑪·阿拉維塔拉（Saima Alaviitala），韦伊諾也因此成了艾羅·聶利馬勒卡的小舅子。艾羅和賽瑪兩人相戀之後隨即密婚私訂終生，直到三年後艾羅才獲得賽瑪父母親的首肯。同年年底，兩人合法登記結婚成為正式的夫妻。
1920年代初期對於聶利馬勒卡而言無疑是多產且成功的時期，他在这期间創作了大量的优秀的畫作。1922年所完成的畫作，被視為聶利馬勒卡開始繪畫以來最為出色的作品。
聶利馬勒卡豐富多產的一年在聖誕節過因为突发的精神疾病後驟然變調。精神方面的問題困擾他長達四年之久。面對藝術家先生的疾病問題，賽瑪決定帶著孩子搬回她的故鄉海尔迈（Härmä）。此举使得艾羅與家人分隔兩地十一年之久。直到1937年，賽瑪帶著年幼的孩子回到艾羅在赫爾辛基的住處，一家人才重新團聚。聶利馬勒卡將其在赫爾辛基的住處命名為『藝術家的家 ─菈露卡』，在這段時期內他一直與南博滕區保持十分密切的聯繫，同時保有了博滕區人民的精神特質。1928年聶利馬勒卡買下了一塊位於阿拉耶爾維市佩科拉區（Pekkola）的地皮，準備建蓋聶利馬勒卡別墅（Nelimarkka Huvila）。此塊土地原屬於艾羅表弟雅各的父親。別墅自1928年開始動工，總共耗費了5年的時間才竣工。在20世纪30年代，艾羅和賽瑪經常在夏天時帶著孩子們至聶利馬勒卡別墅度假。特別是在芬蘭冬季戰爭期間，聶利馬勒卡的家人幾乎都住在聶利馬勒卡別墅。冬季戰爭爆發時，富有愛國情操的聶利馬勒卡自告奮勇前往戰地最前線擔任軍醫，也在國內戰線擔任郵務員。

## 藝術之路
繪畫與手工藝課屬於聶利馬勒卡小學公民教育時期的一門學科。在公民教育學校裡安帝·庫爾曼尼老師的繪畫課上，教室裡的日本水彩版畫收藏啟發了小艾羅·聶利馬勒卡，他開始臨摹複製相同的版畫。畢業後，他的技巧獲得学校的表彰認可，獲頒一個以木頭雕刻用于放置滿水彩顏料的箱子。之後，聶利馬勒卡進入糕點廚藝學校學習，这使得他的手工藝技巧更臻成熟。
1908年，十八歲的艾羅‧ 聶利馬勒卡受到肖像畫家布魯諾·哈爾的鼓舞決定搬至赫爾辛基，在藝術協會成立的夜間部繪畫學校 （現今芬蘭美術學院的前身）学習绘畫。1910年他一直希望能轉到日間部就學，但是因為缺少高中學歷證明遲遲無法順利轉成。因此，1912年聶利馬勒卡在藝術家聽取阿克塞利·加伦-卡勒拉建議，離開赫爾辛基至巴黎習畫、自我探索。就在巴黎行後，聶利馬勒卡獲得許可在大學的繪畫室習畫，師事藝術家。
聶利馬勒卡學徒時期的特徵可說是同時意圖進入國際藝術圈子，且保持所謂民族藝術價值觀。1910年末期是聶利馬勒卡相當重要的自我探索時期；當時，他嘗試了不同的顏色色票以及繪畫技巧。1920年代時期反之，是他非常努力工作的時期；聶利馬勒卡透過熱情的工作方式，他的作品變得既大膽、生動活潑且充滿溫暖的色調。在這樣的情況之下，聶利馬勒卡還發展出獨創的畫風，一種將博滕區鄉村風景氛圍展露無遺的畫風。此外，1926年他於赫爾辛基著名的畫廊斯滕曼（Stenman）所舉辦的回顧展獲得巨大的成功，藝評家的評論是溫和的。1927年，三十六歲的聶利馬勒卡獲頒國家藝術獎（Valtionpalkinto）。
1920年代末期，聶利馬勒卡面臨工作瓶頸，他停止作畫進而轉向寫作轉向與人群接觸，期許能對社會多些影響力。然而很快地，在1930年代初期，聶利馬勒卡重新回復到密集作畫的狀態。此時作品的色域變得較暗黃赭，呈現灰藍色調。這種變化也反映在繪畫表面處理上：顏色層變薄以及筆觸變得平坦、消逝、淡化。先前的大膽作風不再，新風格裡的人物詮釋帶有深度感與悲傷感，画作风格也通常是溫柔的幽默與諷刺。
聶利馬勒卡在風景畫的繪畫處理上頭開始以一種全新的方式來表現博滕區平原風景。繪畫的尺寸規模加大增寬，裡頭融入了聶利馬勒卡新的洞察力；延續的地平線將風景一分為二成兩個無垠的景觀，觀賞者自覺風景與自身距離相遠，但自己與宇宙的距離卻如此相近。同樣的他也追求將這樣的意識放在人物肖像畫與風俗畫中，在聶利馬勒卡的作品裡同時出現越來越多富有超現實主義元素的城市繪畫、靜物畫。聶利馬勒卡作畫時亦喜歡以花卉為主題，花卉特別吸引他的目光。
1940年代二戰時期的氛圍再次地影響了聶利馬勒卡在風景畫上的繪畫風格，變得極為敏感和空靈。1940年代和50年代初聶利馬勒卡繪畫的色域再次淡化，他嘗試用發光明亮的顏色；作品裡清楚地顯現他使用乾淨顏色做畫的意圖，而這顏色實驗背後的原因正是受了他在南歐-義大利和西班牙兩國旅行時的影響。總體來說作品裡豐富的顏色試驗以及和大自然漸行漸遠的疏遠關係，正是聶利馬勒卡繪畫的藝術特色。

## 藝術博物館
聶利馬勒卡受了奧內·林德斯特倫（Aune Lindström）教授的啟發，以及建築師好友希爾丁·埃克倫德（Hilding Ekelund）協助設計，於1960年代終於實現了自己長久以來的夢想，成立了結合展覽與藝術教育的藝術博物館（Nelimarkka-Museo）。1972-1973年間博物館擴建了兩次，1996-1997年間博物館再度擴建了一次。聶利馬勒卡博物館於1981年間被阿拉耶爾維市政府買下，並於1995年正式成為南博滕地方博物館。

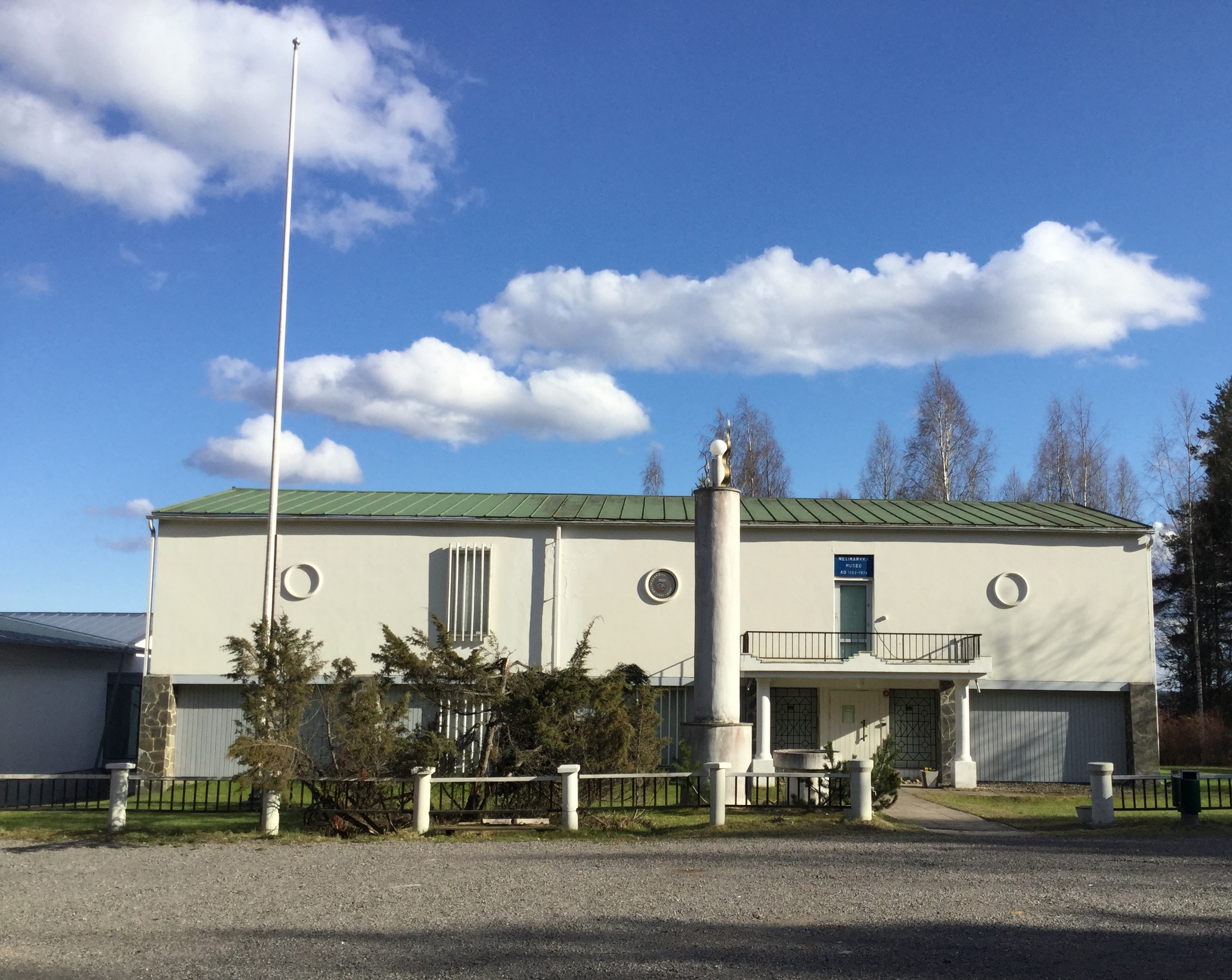
聶利馬勒卡博物館外觀
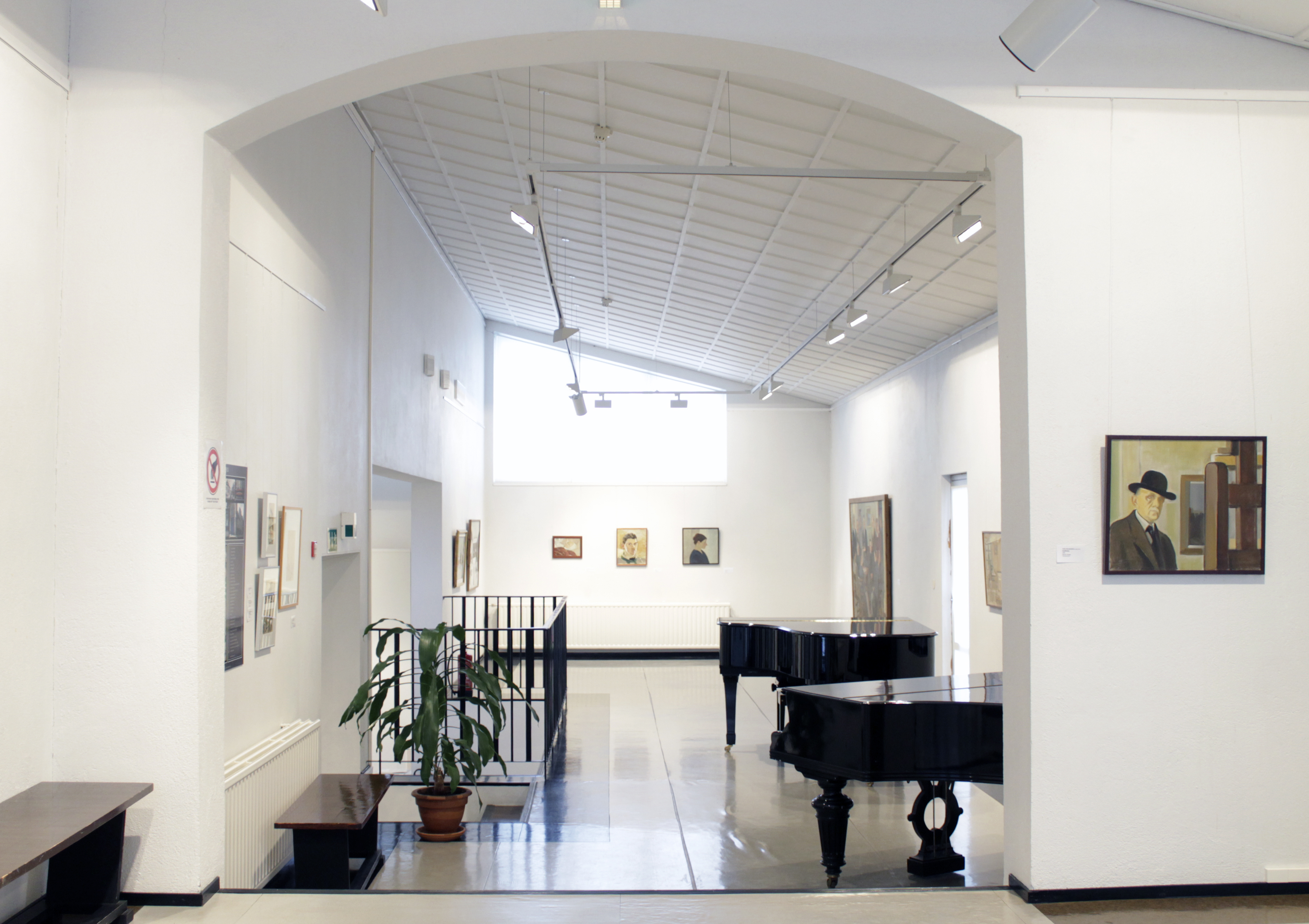
聶利馬勒卡博物館內部一隅

## 外部連結
- Nelimarkka-Museo （页面存档备份，存于）
- Eero Nelimarkka Valtion taidemuseon kokoelmissa （页面存档备份，存于）
- Eero Nelimarkka Tikanojan taidekodin kokoelmissa
- Nelimarkka-Rahasto säätiö （页面存档备份，存于）
- 赫尔辛基美术博物馆的埃罗·内利马尔卡展览 （页面存档备份，存于）（2017年9月15日—2018年2月4日）（英文）